# メッシーナ
メッシーナ（伊: Messina ( 音声ファイル)）は、イタリア共和国のシチリア島北東部にある都市で、その周辺地域を含む人口約23万人の基礎自治体（コムーネ）。メッシーナ県の県都である。イタリア本土のカラブリア半島とを隔てるメッシーナ海峡に面した港湾都市で、シチリア州ではパレルモ、カターニアに次いで第3位のコムーネ人口を有する。都市圏にはおよそ50万人が暮らす。
古代ギリシャの植民都市にさかのぼるこの要衝の港町は、長く交易で栄えるとともに、古代には第一次ポエニ戦争の契機となり、中世には黒死病上陸地となるなど、多くの歴史的事件の舞台となった。近代ヨーロッパ最悪の犠牲者を出した地震・津波として記憶されているメッシーナ地震など、多くの自然災害や戦災に見舞われながら復興を遂げている。海峡南東に大都市レッジョ・ディ・カラブリアと向かい合い、経済的に密接なつながりがある。

## 名称
標準イタリア語以外では以下の名称を持つ。
- シチリア語: Missina
- ラテン語: Messana （メッサナ）

## 地理

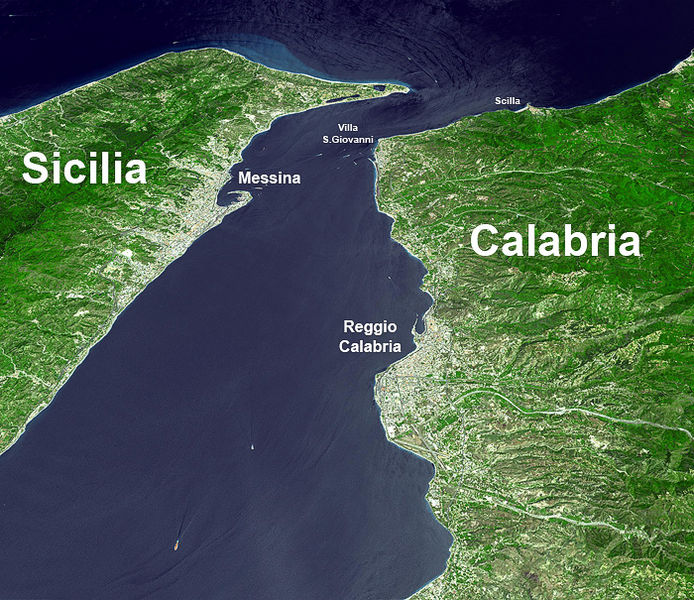
メッシーナ海峡

### 位置・広がり
メッシーナの市街は、メッシーナ海峡に面しており、対岸のヴィッラ・サン・ジョヴァンニとの間は約7kmである。レッジョ・ディ・カラブリアからは北西へ約12km、カターニアからは北東へ約87km、シラクサから北北東へ約127km、州都パレルモから東へ約192km、ナポリから南南東へ約316kmの距離にある。
メッシーナの市域は広大な郊外部も含んでおり、面積は約211 km2に及ぶ。メッシーナ市街地は市域中部にある。シチリア島北東端のファロ岬（プンタ・デル・ファロ (Punta del Faro) 。カポ・ペローロ Capo Peloro とも）もコムーネの領域内にあり、市域は北部でティレニア海に面する。この岬には「シチリアのエッフェル塔」とも呼ばれる高圧線の鉄塔が残り、1960年代まで実際に3キロ先のイタリア本土まで高圧線が繋がっていた。

#### 隣接コムーネ
隣接するコムーネは以下の通り。
| - フィウメディニージ - イターラ - モンフォルテ・サン・ジョルジョ - ロメッタ - サポナーラ - スカレッタ・ザンクレーア - ヴィッラフランカ・ティッレーナ |

## 歴史

### 古代

#### ギリシャの植民都市時代

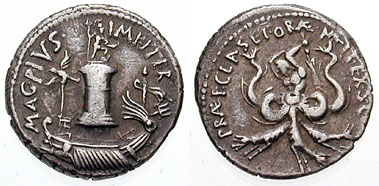
セクストゥス・ポンペイウスの硬貨。メッシーナ灯台とスキュラを描いている

紀元前8世紀、ギリシャ人植民者（エウボイア島のカルキス出身者とされる）によってこの都市は建設された。都市のもともとの名称はザンクレ（Zancle）で、自然港湾の形が大鎌（古代ギリシア語: ζάγκλον）に似ているところから付けられた名である（伝説では、初代の王であったザンクロス (Zanclus) に由来すると語られる）。なお、メッシーナ市の南に隣接するメッシーナ海峡の入り口の町スカレッタ・ザンクレーアに名残をとどめている。
紀元前5世紀初頭、海峡対岸のレギウム（現在のレッジョ・ディ・カラブリア）の僭主アナクシラスはこの都市を支配し、名称をメッセネ（Messene）に改めた。これは、ギリシャ本土の都市メッセネ（古代ギリシア語: Μεσσήνη、現在のメッシニア県メシニ）にちなんだものである。
市は紀元前397年、シケリア戦争中のメッセネの戦いでカルタゴによって略奪を受けたが、のちにシュラクサイ（現在のシラクサ）僭主ディオニュシオス1世によって奪回された。
紀元前288年、シュラクサイに雇われていた傭兵集団のマメルティニは、裏切りによってこの都市を占領、男性市民全員を殺害し、女性市民を自分たちの妻とした。マメルティニはこの都市を拠点として周辺の田園地帯を荒らしたため、拡大政策をとるシュラクサイとの対立を引き起こした。シュラクサイの僭主ヒエロン2世は、ミュラエ（現在のミラッツォ）近郊のロンガヌス川 (Longanus) でマメルティニを破り、メッセネを包囲した。シケリア（シチリア）の支配権をめぐりシュラクサイと長く対立してきたカルタゴは、マメルティニを支援した。
紀元前264年、ヒエロン2世が2度目の攻撃を仕掛けると、マメルティニはより信頼できる保護を求めて共和政ローマへ同盟を嘆願した。ローマは、他の傭兵集団の反乱を後押しするような同盟を結ぶことに当初は消極的であったが、カルタゴの勢力がシケリアで広がりさらにイタリア本土へ迫るのも望まなかった。このため、マメルティニとの同盟を結んだローマは、紀元前264年に兵士をシチリアに派遣した。これはローマ軍がイタリア半島外に行った最初の遠征であった。こうして、シケリアに介入したローマとカルタゴは第一次ポエニ戦争（紀元前264年 - 紀元前241年）を戦う。

#### ローマ時代
第一次ポエニ戦争の終結後、この都市はローマと同盟した自由都市となった。ローマ時代、この都市は、メッサナ（Messana）の名で呼ばれた。重要な灯台があった。
紀元前1世紀後半、セクストゥス・ポンペイウスは、アウグストゥスとの戦争中にメッサナを拠点とした。

### 中世

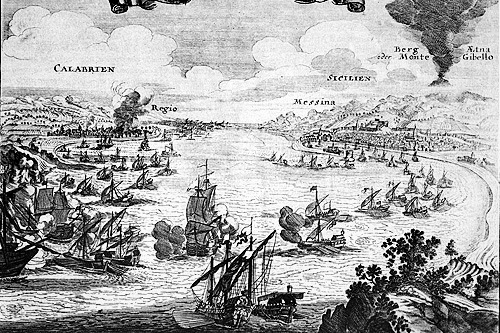
メッシーナ海峡。18世紀

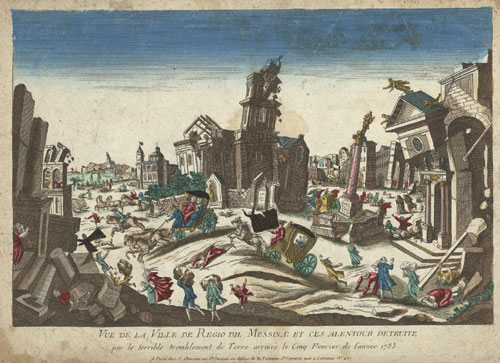
1783年の地震

西ローマ帝国滅亡後、この都市は476年からゴート人に支配され、535年には東ローマ帝国、842年にはアラブ人の支配下に入った。1061年には、ノルマン人貴族オートヴィル家のロベール・ギスカールとロジェ（のちのシチリア伯ルッジェーロ1世）兄弟によって征服された（ノルマン人による南イタリア征服参照）。
1189年、イングランド王リチャード1世（獅子心王）は、第3回十字軍で聖地へ向かう途上、この都市に滞在した。リチャード1世は、シチリア王タンクレーディとの間で、先代グリエルモ2世の王妃で寡婦となっていた妹のジョヴァンナ（ジョーン）の身柄と持参金の返還を求めて紛争となった。リチャード1世は短期間この都市を占領した。
メッシーナの港は、14世紀半ばにヨーロッパを席巻した黒死病（ペスト）のヨーロッパ上陸の地とみなされている。この疫病は、パレスチナのヤッファから到着したジェノヴァ船によってもたらされた。
1548年、イグナチオ・デ・ロヨラはメッシーナにイエズス会の学校を設立した。この学校は17世紀にいったん廃絶するが、近代に入って再建されたメッシーナ大学の源流とみなされている。1571年、レパントの海戦に勝利するカトリック教国連合艦隊は、メッシーナから出航した。のちに作家として著名になるミゲル・デ・セルバンテスは、スペイン軍に従ってレパントの海戦で負傷し、当地の大病院で療養生活を送っている。
メッシーナは、スペイン（スペイン・ハプスブルク家）の支配下にあった17世紀初頭にその繁栄の頂点に達し、当時ヨーロッパ有数の大都市に数えられていた。フランスとスペインが争ったオランダ侵略戦争中の1674年、都市住民はスペインに対して反乱を起こした。フランス王ルイ14世の支援のもとでしばらく独立を維持したが、オランダ侵略戦争が1678年にナイメーヘンの和約で落着すると、都市はスペインに再征服され、略奪を受けた。大学や議会、ローマ時代から維持していた自治特権はすべて廃止された。占領軍によって堅固な要塞が建設され、その後メッシーナは徐々に衰退していった。1743年には、疫病によって4万8000人の死者を出した。
1783年2月5日の夕刻、メッシーナは対岸のレッジョとともにカラブリア地震の被害を受けた。都市の再建や文化的な復興には、その後数十年を要した。

### 近現代

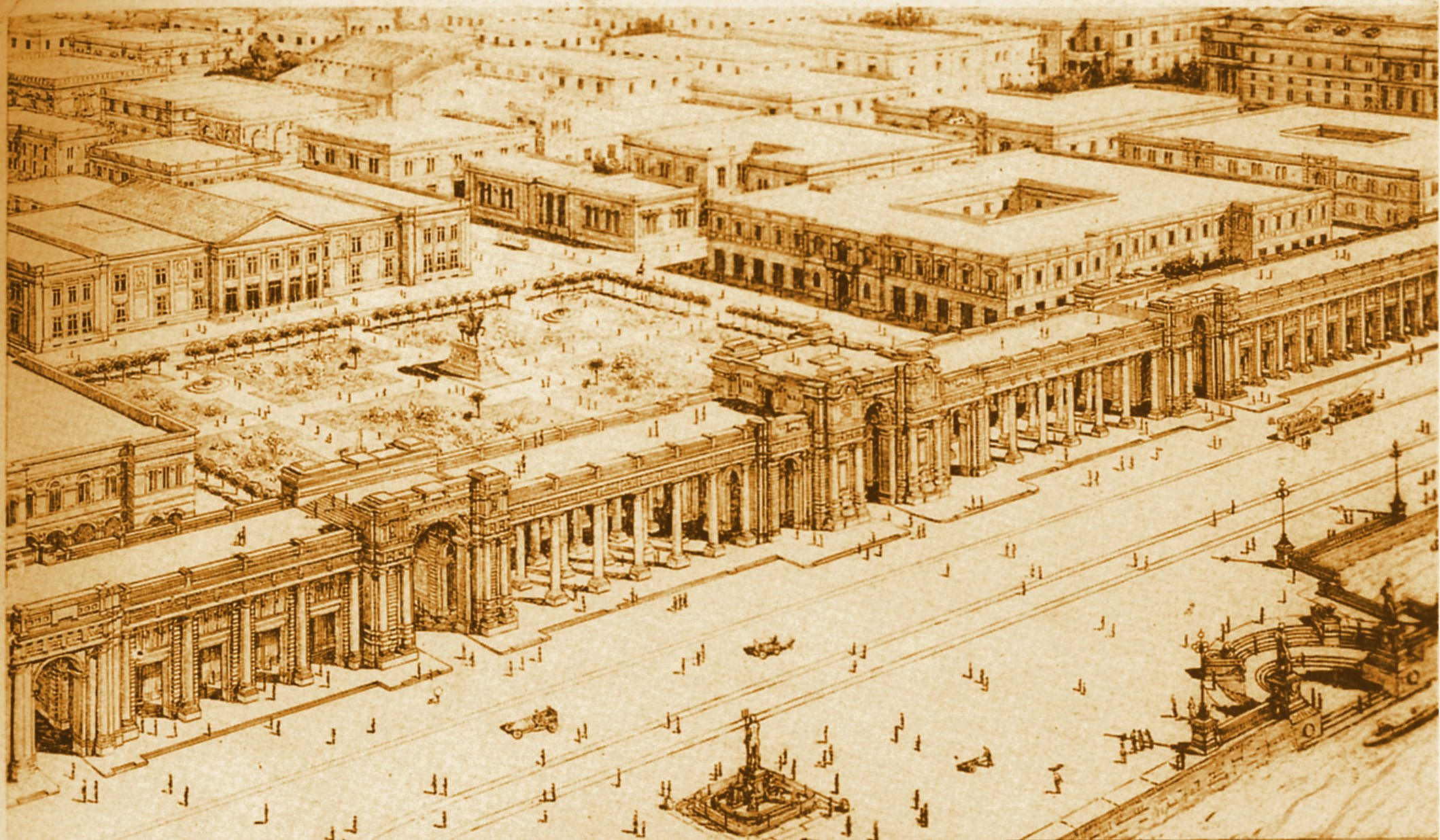
1909年、復興計画のためにルイージ・ボルツィが描いたボザール様式の都市景観図（実現せず）。

1847年、メッシーナはイタリア統一（リソルジメント）に向けての蜂起が発生したイタリア最初の都市の一つとなった。1848年にもブルボン家支配に公然と反乱を起こしたが、再び激しい弾圧を受けた。1860年、ミラッツォの戦い (Battle of Milazzo (1860)) で勝利したガリバルディ率いる義勇軍はメッシーナを占領し、フランス支配から解放した。イタリア統一後の1866年の普通選挙で、イタリア統一運動の主要人物であったジュゼッペ・マッツィーニはメッシーナから議員に選出された。1894年11月16日には地震に見舞われ被害を出した。
1908年12月28日未明、メッシーナ地震が発生した。地震とその後襲来した津波により、メッシーナは全市が壊滅的な被害を受けておよそ6万人の犠牲者が出、古くからある建物の多くが破壊された。震災後、耐震性を強化した建築によるモダンで合理的な都市計画が立てられ、復興がすすめられたが、生存者の中には生活のためにイタリア各地やアメリカ合衆国へ移民した者も少なくなかった。第二次世界大戦中の1943年には連合国軍による強力な空爆が加えられて破壊され、数千人の死者を出した。のち市は、この出来事の追憶と再建の努力を讃え、ヴァロール・ミリターレ金勲章 (it) と、ヴァロール・チヴィーレ勲章 (it) が共和国政府から与えられた。
1955年6月、西ヨーロッパ諸国の外務大臣によるメッシーナ会議の開催地となり、欧州経済共同体設立につながった。2003年にはライトレールシステムが開通した。

## 行政

### 行政区画

#### 分離集落
メッシーナには、以下の分離集落（フラツィオーネ）がある。
- Altolia (it) , Bordonaro (it) , Briga Marina (it) , Briga Superiore (it) , Castanea delle Furie (it) , Catarratti (it) , Cumia (it) , Curcuraci (it) , Faro Superiore (it) , Ganzirri (it) , Gesso (it) , Giampilieri Marina (it) , Giampilieri Superiore (it) , Massa San Giorgio (it) , Massa San Giovanni (it) , Massa Santa Lucia (it) , Mili San Marco (it) , Mili San Pietro (it) , Molino (it) , Orto Liuzzo (it) , Pezzolo (it) , Salice (it) , Tipoldo (it) , Tremestieri (it)

## 社会

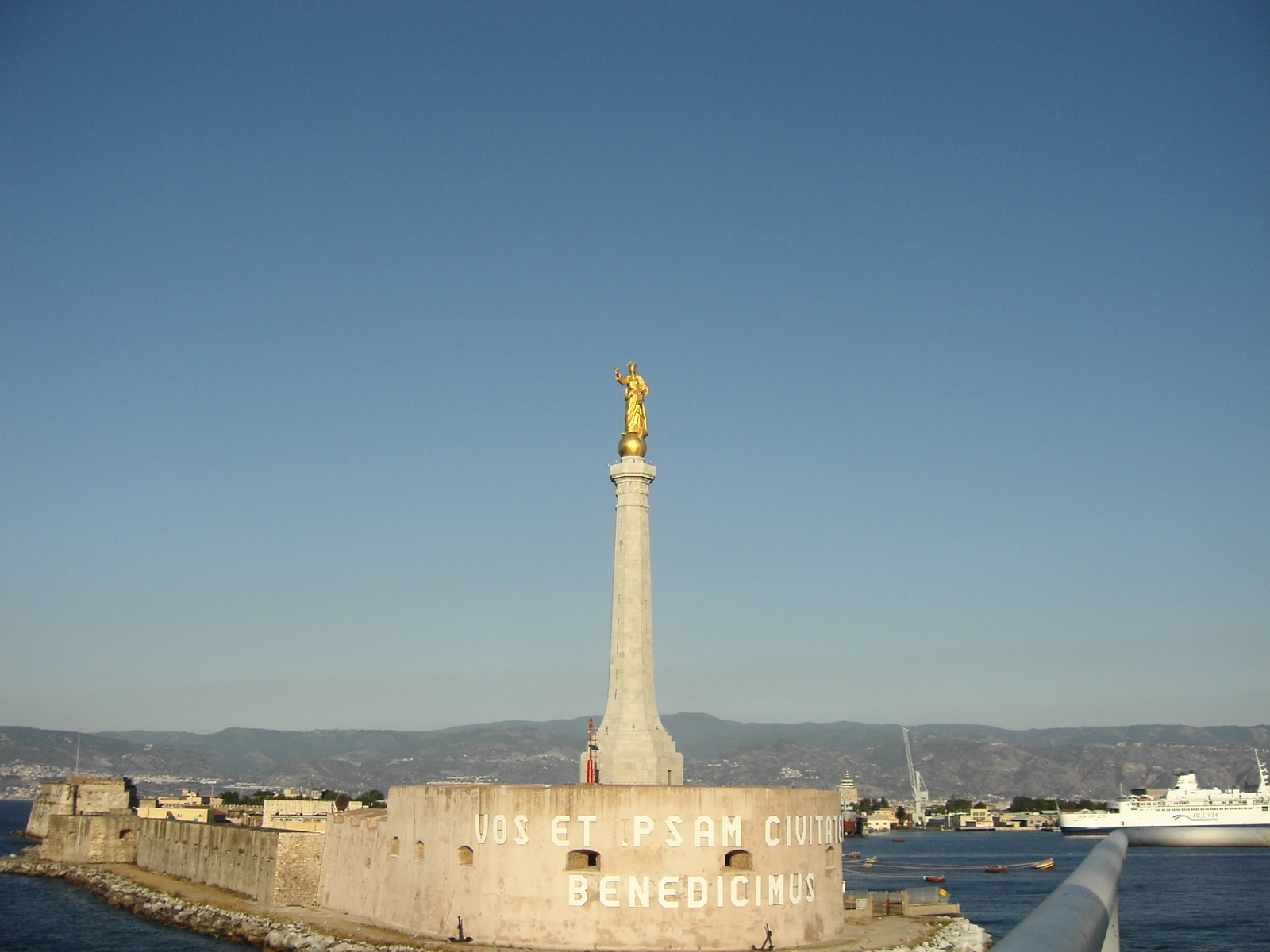
港入口のマリア像

### 経済・産業
市の第一の経済資源は、商業・軍事で利用される港湾で、数カ所の造船所を持つ。レモン、オレンジ、マンダリン・オレンジなどの果実、野菜の栽培、ワイン生産が行われる農業も重要である。

### 宗教
1548年からメッシーナにはカトリック教会のメッシーナ＝リーパリ＝サンタ・ルチーア・デル・メーラ大司教座が置かれ、地元の重要な祭りが行われている。

## 文化・観光

### みどころ
数多くの教会や宮殿があったが、1908年の大地震で倒壊・再建されたものが多い。
- メッシーナ大聖堂（イタリア語版）　-　正式名称はBasilica Cattedrale Protometropolitana。神聖ローマ皇帝コンラート4世 (神聖ローマ皇帝)の埋葬地[8]。1908年の地震で全体的に壊れ、1919年から1920年にかけ再建された。1943年の空爆で再度被災し、再建された。原型であるノルマン建築は、アプス周辺で見られる。ファサードには3つの後期ゴシック様式の出入り口があり、その中央出入口は15世紀初頭のものとされ貴重な装飾が残っている。
- サン・フィリッポ・ネリ教会（Chiesa di San Filippo Neri）　-　12世紀から13世紀。元はシナゴーグであった。
- アンヌンツィアータ・デイ・カタラーニ教会 (it) 　-　12世紀後期から13世紀。ノルマン時代後期からあり、本堂が短くされファサードが加えられた13世紀に外見を一変した。交差廊の外部装飾とドーム周辺に特色を持ち、小さな円柱によって切り離されたブラインドアーチ (en) がある。[訳語疑問点]明らかにイスラム建築の影響を反映している。
- サンタ・マリア・デッリ・アレマンニ教会（Chiesa di Santa Maria Alemamma）　-　13世紀初頭とされる。かつてはドイツ騎士団の礼拝堂であった。アーチ状窓と均斉のとれた支え壁が見られるように、シチリアではまれな純粋なゴシック教会である。
- サンタントーニオ・ディ・パードヴァ教会（Basilica - Santuario di S. Antonio di Padova）　-　聖アンニバーレ・マリア・ディ・フランチアが埋葬されている。
- モンテヴェルジーネ修道院（Monastero di Montevergine）　-　聖エウストキア・カラファートが埋葬されている。

- メッシーナ大聖堂
- サンタ・マリア・アレマンニ教会
- クリスト・レイ礼拝堂
- カルミーネ教会
- 聖ニコラウス教会（Chiesa di San Nicolò）

### メッシーナを舞台とする作品
ウィリアム・シェイクスピアの『空騒ぎ』や、モリエールの『粗忽者』『シチリア人』はメッシーナを舞台とした戯曲である。エクトル・ベルリオーズのオペラ『ベアトリスとベネディクト』は『空騒ぎ』を原作としており、やはりメッシーナが舞台である。

## スポーツ

### サッカー

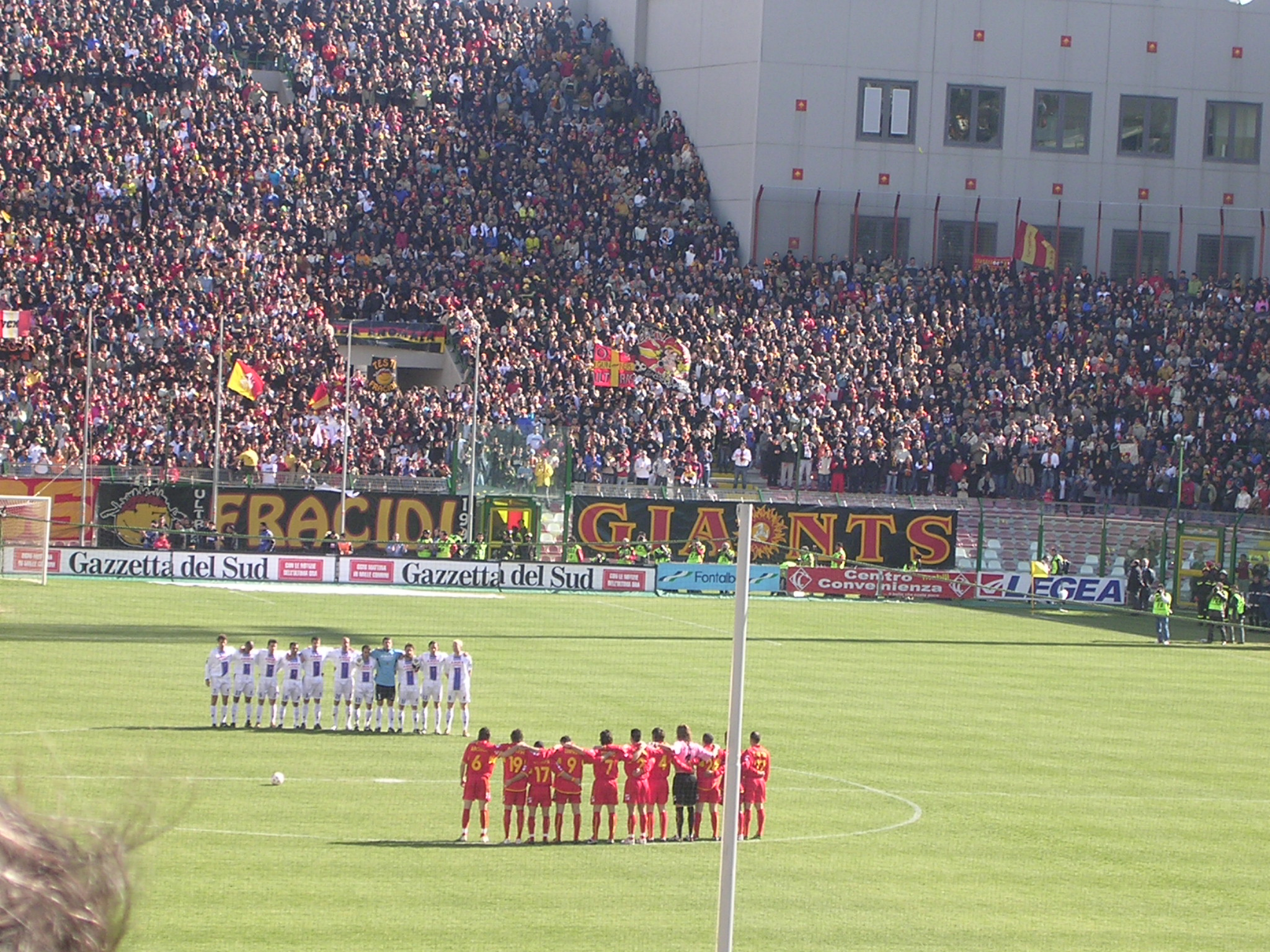
スタディオ・サン・フィリッポにおけるメッシーナ×ボローニャ戦（2005年）

サッカーのクラブチームとして、ACRメッシーナが本拠を置く。ホームスタジアムはスタディオ・サン・フィリッポ＝フランコ・スコーリオ。1900年創設のこのクラブは、2000年代前半にはセリエAに属し、柳沢敦や小笠原満男もプレーしていた。しかし財政難のために2008-09シーズン以後プロリーグへの登録が認められず、セリエD（5部リーグ、アマチュア最上位リーグ）所属となっている。ACRメッシーナと対岸レッジョ・ディ・カラブリアのレッジーナ1914との対戦は、デルビー・デッロ・ストレットと呼ばれる。

## 人物

### 著名な出身者
- アントネロ・ダ・メッシーナ - 15世紀の画家。
- フィリッポ・ユヴァラ - 18世紀の建築家。
- ガエターノ・マルティーノ - 政治家。イタリア外相、欧州議会議長。
- マリア・グラツィア・クチノッタ - 女優、映画プロデューサー。
- バレリオ・ベルミリオ - バレーボール選手。
- ヴィンチェンツォ・ニバリ - 自転車ロードレース選手。